# أولاد يحيى (مزكيتام)
أولاد يحيى هي إحدى مشيخات المملكة المغربية، تتبع جغرافيا لإقليم جرسيف وإداريًا لمزكيتام. يقدر عدد سكانها بـ 29026 نسمة حسب الإحصاء الرسمي للسكان والسكنى لسنة 2004.